# Новиковское сельское поселение (Томская область)
Но́виковское се́льское поселе́ние — муниципальное образование в Асиновском районе Томской области Российской Федерации.
Административный центр — посёлок Светлый.

## История
Статус и границы сельского поселения установлены Законом Томской области от 9 сентября 2004 года № 193-ОЗ «О наделении статусом муниципального района, поселения (городского, сельского) и установлении границ муниципальных образований на территории Асиновского района»

## Население
| 2002  | 2010  | 2012  | 2013  | 2014  | 2015  | 2016  |
| ----- | ----- | ----- | ----- | ----- | ----- | ----- |
| 1744  | ↘1386 | ↗1389 | ↘1374 | ↘1358 | ↘1308 | ↘1282 |
| 2017  | 2018  | 2019  | 2020  | 2021  |       |       |
| ↘1277 | ↘1261 | ↘1231 | ↘1205 | ↗1255 |       |       |

## Состав сельского поселения
| №  | Населённый пункт | Тип населённого пункта       | Население |
| -- | ---------------- | ---------------------------- | --------- |
| 1  | 153 км           | железнодорожный разъезд      | ↘0        |
| 2  | 161 км           | железнодорожный разъезд      | ↘4        |
| 3  | 167 км           | железнодорожный разъезд      | ↘4        |
| 4  | 169 км           | железнодорожный разъезд      | ↗10       |
| 5  | Вороно-Пашня     | деревня                      | ↗109      |
| 6  | Моисеевка        | деревня                      | ↗189      |
| 7  | Нижние Соколы    | деревня                      | ↘136      |
| 8  | Новиковка        | село, административный центр | ↘380      |
| 9  | Ново-Троица      | деревня                      | ↘54       |
| 10 | Светлый          | посёлок                      | ↗369      |